# Andrew Rock
Andrew Rock (* 23. Januar 1982 in Marshfield, Wisconsin) ist ein US-amerikanischer Leichtathlet.
Der 400-Meter-Läufer Rock trat zum ersten Mal ins Rampenlicht, als er bei den US-Trials in Sacramento, Kalifornien zu den Olympischen Spielen 2004 in Athen Sechster wurde und damit für die Staffelwettbewerbe zu den Spielen eingeladen wurde. In Athen wurde er dann für den ersten Qualifikationslauf der 4-mal-400-Meter-Staffel als dritter Läufer nominiert und legte damit die Basis für den späteren Olympiasieg seiner Kollegen.
2005 wurde er mit einer Zeit von 44,70 s Dritter bei den US-amerikanischen Meisterschaften und durfte erstmals bei einem großen internationalen Wettbewerb in einer Einzelkonkurrenz antreten. Bei den Weltmeisterschaften 2005 in Helsinki bestätigte er diese Nominierung mit dem Gewinn der Silbermedaille hinter Jeremy Wariner. Er verbesserte in diesem Rennen seine persönliche Bestzeit auf 44,35 s.
Er hat bei einer Größe von 1,88 m ein Wettkampfgewicht von 75 kg.

## Persönliche Bestzeiten
- 200 m – 20,84 Sekunden
- 400 m – 44,35 Sekunden